# Bob uit Zuid
Bob uit Zuid, artiestennaam van Bob Dijkshoorn (Amstelveen, 1995), is een Nederlandse rapper en muziekproducent.

## Biografie
Dijkshoorn is geboren en getogen in Amstelveen en is de zoon van schrijver en dichter Nico Dijkshoorn. Hij was een talentvolle voetballer en speelde twee jaar in de jeugd van AZ. Hij stopte met voetballen omdat hij het naar eigen zeggen simpelweg niet leuk genoeg vond. Toen hij ging studeren, ging hij wonen in het Amsterdamse stadsdeel Zuid. Op dat stadsdeel baseerde hij zijn artiestennaam.  Hij was in zijn jeugdjaren actief als gitarist en speelde in verschillende bluesbandjes. Toen hij een keer voor de grap een rap opnam en deze deelde op Soundcloud, liet Nico Dijkshoorn deze aan Tim Knol horen. Deze benaderde vervolgens Bob Dijkshoorn om een keer samen de studio in te gaan. Tijdens hun eerste studiosessie werd Zuid gemaakt. Dit lied was vervolgens in 2020 te vinden op een verzamelalbum van label Burning Fik.
In 2022 stond hij op muziekfestival ESNS en bracht hij na de singles Karpervissen, Ik huil nooit, Sint Bernard en 05:00 zijn titelloze debuutalbum uit. Dit album is volledig geproduceerd door Tim Knol en werd uitgebracht bij Excelsior Recordings. De instrumenten op het album zijn allemaal live ingespeeld; de gitaar en bas door Bob uit Zuid en de drums door Kees Schaper. Hierover vertelde Bob uit Zuid het volgende: "Mijn ergernis aan veel rap van nu is dat alles uit de computer komt. Je hoort geen orgel, geen fuzzgitaar, geen echte drums." Het album werd in 2023 opgevolgd met de singles Vind je ook niet en Leren jas. Deze singles werden niet meer geproduceerd door Knol, maar door de band rondom Bob uit Zuid, bestaande naast Dijkshoorn uit Sam Verbeek en Sem Egter van Wissekerke. Begin 2024 werd de single Applaus uitgebracht.